# ⑮ Thank you, too
⑮ Thank you, too(쥬고 땡큐, 투)는 2017년 12월 6일에 발매된 모닝구무스메'17의 열다섯 번째 정규 앨범이다.

## 개요
- 초회생산한정반(DVD+BD), 통상반의 2형태로 발매.

## 수록곡

### CD
1. ジェラシー ジェラシー (Album Version)
작사 : 호시베 쇼우 / 작곡 : Jean Luc Ponpon, 호시베 쇼우 / 편곡 : Jean Luc Ponpon
2. ロマンスに目覚める妄想女子の歌
작사, 작곡 : 층쿠 / 편곡 : 오오쿠보 카오루
3. CHO DAI
작사, 작곡 : 층쿠 / 편곡 : 히라타 쇼이치로
4. 私のなんにもわかっちゃない
작사, 작곡 : 층쿠 / 편곡 : 에가미 코타로
5. 邪魔しないで Here We Go!
작사, 작곡 : 층쿠 / 편곡 : 오오쿠보 카오루
6. Style of my love (노래 : 이이쿠보 하루나, 오다 사쿠라, 마키노 마리아)
작사, 작곡 : 층쿠 / 편곡 : 오오쿠보 카오루
7. ナルシス カマってちゃん協奏曲第5番
작사, 작곡 : 층쿠 / 편곡 : 히라타 쇼이치로
8. 青春Say A-HA
작사, 작곡 : 층쿠 / 편곡 : 오오쿠보 카오루
9. 若いんだし!
작사, 작곡 : 층쿠 / 편곡 : 히라타 쇼이치로
10. もう 我慢できないわ～Love ice cream～ (노래 : 오가타 하루나, 하가 아카네, 카가 카에데, 요코야마 레이나)
작사, 작곡 : 층쿠 / 편곡 : 스즈키 슌스케
11. 弩級のゴーサイン
작사 : 코다마 아메코 / 작곡 : 호시베 쇼우 / 편곡 : Yocke
12. 恋は時に (노래 : 후쿠무라 미즈키, 이쿠타 에리나, 이시다 아유미, 사토 마사키, 쿠도 하루카, 노나카 미키, 모리토 치사키)
작사, 작곡 : 층쿠 / 편곡 : 오오쿠보 카오루
13. 女子かしまし物語 (モーニング娘。'17 Ver.)
작사, 작곡 : 층쿠 / 편곡 : 스즈키Daichi히데유키
14. BRAND NEW MORNING
작사 : 호시베 쇼우 / 작곡 : Jean Luc Ponpon, 호시베 쇼우 / 편곡 : Jean Luc Ponpon
15. 愛の種 (20th Anniversary Ver.)【Additional Track】
작사 : 사에키 켄조 / 작곡, 편곡 : 사쿠라이 테츠타로

## 차트
- 주간최고순위 4위 (오리콘 차트)